# Konstantín Sómov
Konstantín Andréievitx Sómov (en rus, Константин Андреевич Сомов; Sant Petersburg, 30 de novembre de 1869 - París, 6 de maig de 1939) va ser un pintor simbolista rus.

## Vida i obra
El seu pare era historiador de l'art i conservador de l'Ermitage, cosa que li va portar a interessar-se des de molt jove en l'art i la música del segle xviii. Entre 1888 i 1897 va estudiar pintura a l'Acadèmia Imperial de les Arts i va freqüentar durant tres anys el taller d'Ilià Repin. Es va aficionar particularment a l'art Rococó, a l'estil de Fragonard i Watteau, i va preferir la pintura al guaix. Durant els seus estudis, va estar unit a Aleksandr Benois, Serguei Diàguilev i Léon Bakst, i es va anar amb ells a París el 1897. Allí, Sómov va freqüentar els tallers de Whistler i de l'Académie Colarossi. A la seva tornada a Rússia, va contribuir amb les seves il·lustracions a la revista Mir iskússtva, que havien fundat els seus tres companys el 1899. Sómov, així com molts dels col·laboradors de la revista, era homosexual.
Durant la dècada de 1910, Sómov va il·lustrar les obres de Aleksandr Blok i va produir una sèrie de personatges de la commedia dell'art. Les seves pintures van ser exposades a França, en el Salon d'Automne de 1906, i a Alemanya, on es va publicar la primera monografia dedicada al seu treball el 1907. El 1913 se'l va nomenar membre de l'Acadèmia Imperial i va ser nomenat professor de l'Escola de Belles Arts de Sant Petersburg el 1918.
El 1923 va emigrar als Estats Units, però no va romandre més d'un any al país, ja que va declarar que els EUA era incompatible amb el seu temperament artístic. Es va instal·lar a París, on va il·lustrar, entre d'altres, Manon Lescaut, Dafnis i Cloe i els poemes de Puixkin.
Cap al final de la seva vida, va pintar sobretot retrats. A la seva mort el 1939, va ser enterrat en el cementiri rus de Sainte-Geneviève-des-Bois. La pintura de Sómov va guanyar popularitat a principis del segle XXI i el seu valor ha crescut al mercat d'art.

## Galeria

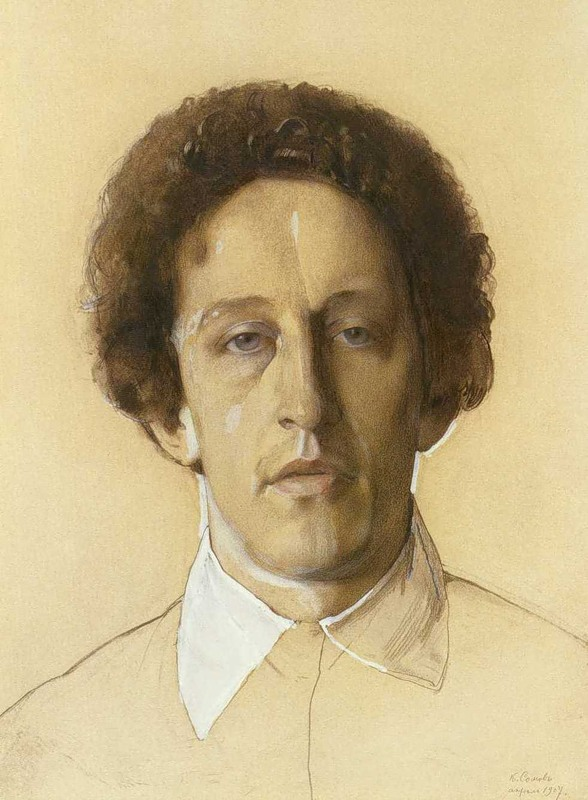
Retrat d'Aleksandr Blok (1907)
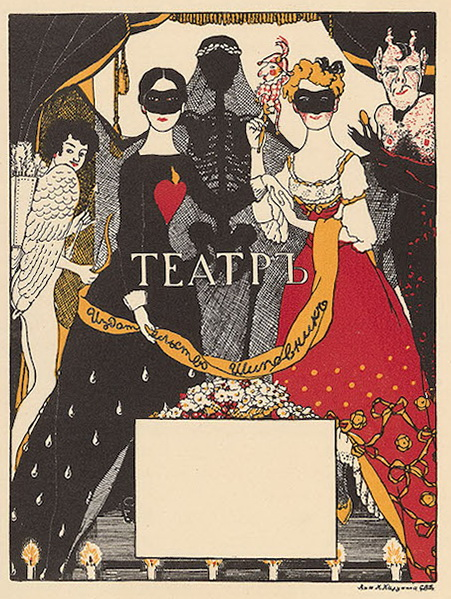
Portada pel Teatre d'Aleksandr Blok (1907)
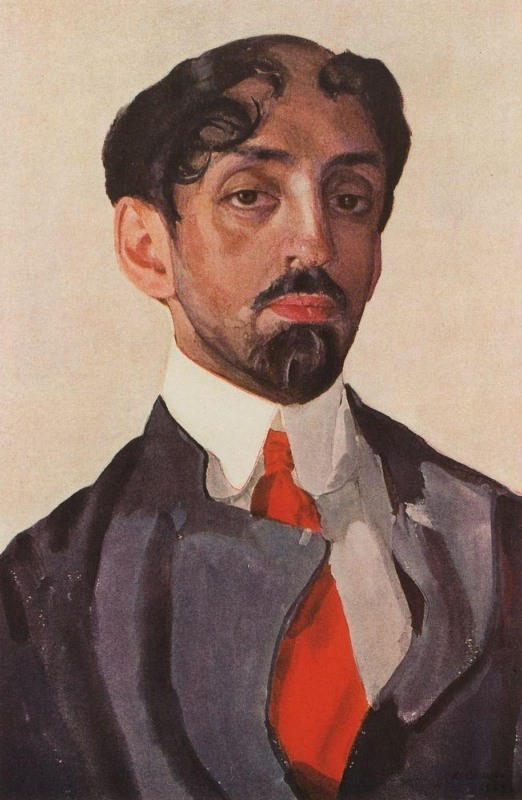
Mikhaïl Kuzmín (1909)
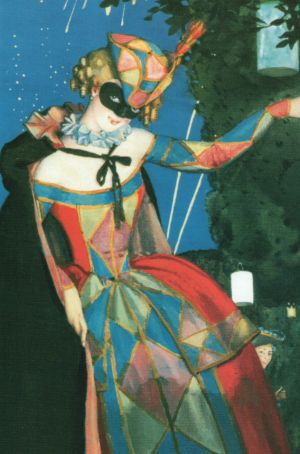
La Petite Langue de Colombine (1915)